# Priscianus
Priscianus, olykor Priscianus Caesariensis (működött a 6. század elején) késő ókori–kora középkori római nyelvész.

## Élete
A mauretaniai Caesareából származott. Híres nyelvészként és nyelvtantanítóként működött Konstantinápolyban a 6. század elején.

## Művei
- Institutionum grammaticarum ll. XVIII. című műve a legterjedelmesebb és legteljesebb napjainkra fennmaradt ókori nyelvtani rendszer. Igen értékes elsősorban az alaktant illető bőséges adatai, és a régi irodalomból vett példagyűjteménye miatt. A két utolsó könyvben levő szüntaxisz főleg Apollonius Dyscolus nyomán halad. Priscianus műve a középkorban a legelterjedtebb tankönyv volt, később pedig nyelvtan rendszerének megalkotásánál szolgált alapként, és hatott a terminológiára.[1]
- Kisebb grammatikai művek is ismeretesek Priscianustól (De accentibus, De metris comicis, De figuris numerorum), amelyek egyes nyelvtani részleteket tárgyalnak.
- A De XII versibus Aeneidos című mű az Aeneis egyes énekeinek kezdő verseit nyelvtanilag és metrikailag tárgyalja.[1]
- A Praeexercitamenta rhetorices kicsiny terjedelmű bevezetés a szónoklattanba.[1]
- Fennmaradt Priscianusnak egy földrajztudományi költeménye Periegesis cím alatt. Az írás részben Dionysius hasonló című görög költemény szabad átdolgozása.[1]
- Priscianus írt versben panegyricust I. Anasztasziosz bizánci császárra.[1]